# Prasophyllum litorale
Prasophyllum litorale là một loài thực vật có hoa trong họ Lan. Loài này được R.J.Bates miêu tả khoa học đầu tiên năm 1990.